# Emma Nevada

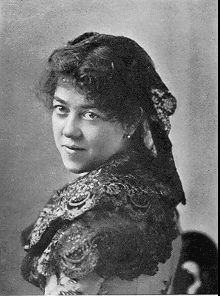
Emma Nevada en 1885.

Emma Nevada (nacida Wixom) (Alpha (California), 7 de febrero de 1859 - 20 de junio de 1940) fue una soprano estadounidense, especialmente reconocida por sus actuaciones en óperas de Vincenzo Bellini y Donizetti y los compositores franceses Ambroise Thomas, Charles Gounod, y Léo Delibes. Considerada una de las mejores sopranos de coloratura de finales del siglo XIX y principios del XX, sus papeles más famosos fueron Amina en La Sonnambula, y los protagonistas en Lakmé, Mignon, Mireille y Lucia di Lammermoor.

## Biografía
Emma Nevada nació en Alpha, California, hija de Maria O'Boy Wixom y el doctor William Wallace Wixom, que era médico del campamento de la mina de oro de la localidad. Pasó su infancia en la cercana ciudad de Nevada (de la que tomó su nombre artístico), hasta que la familia se mudó a Austin, donde su padre trabajo también como médico en una nueva mina de plata. Aprendió el lenguaje de señas para personas sordas y hablaba Paiute, Washoe y Shoshone; estudió español, italiano, francés y alemán en el Mills College en California, así como música. Después estudió canto durante tres años en Viena con Mathilde Marchesi antes de hacer su debut en el Her Majesty's Theatre de Londres como Amina en La Sonnambula, el 17 de mayo de 1880.
Tras su debut, siguió su carrera en La Scala de Milán en 1881 y la Opéra-Comique de París en 1883, cuando cantó en La perle du Brasil, de Félicien David. En 1884 realizó una gira por los Estados Unidos con la compañía de ópera de James Henry Mapleson, tras la cual regresó a Europa donde continuó cantando en los teatros de ópera y salas de conciertos más importantes del continente. La gira con Mapleson fue la única ocasión en que cantó en los escenarios de ópera de su país natal, a pesar de que la compañía volvió a los Estados Unidos para giras de conciertos en 1885, 1899 y 1901.
En octubre de 1885 se casó con Raymond Palmer, un médico inglés, que se convertiría en su mánager. La boda tuvo lugar en París, con Ambroise Thomas entregando a la novia. La pareja se instaló en la capital francesa y tuvo una hija, Mignon —cuyos padrinos fueron Ambroise Thomas y Mathilde Marchesi—, que también se convirtió en un cantante de ópera bajo el nombre artístico de Mignon Nevada. Su última actuación fue en Berlín, en la representación de Lakmé (1910). Después se retiró de los escenarios y enseñó canto en Inglaterra. Murió cerca de Liverpool, a la edad de 81 años. Un medallón con su retrato, junto con los de Giuditta Pasta y Maria Malibran, adorna el monumento a Bellini en Nápoles.